# 管丝韭
管丝韭（学名：Allium semenovii）为葱科葱属的植物。分布于中亚山区以及中国大陆的新疆自治区等地，生长于海拔2,000米至3,000米的地区，多生在阴湿山坡、草地和林缘，目前已由人工引种栽培。